# 市川洋介
市川 洋介（1980年5月1日—）是日本的男性演員，出生於神奈川縣，暱稱「イッチー」，他於多年前在電氣通信大學及橫濱國立大學大學院畢業。身高183cm。後來出演日本特攝超級戰隊系列的《魔法戰隊魔法連者》，飾演太陽魔法使（光/桑杰兒），也是超級戰隊系列的首位金色戰士。於2008年8月引退，現為高中教師，已婚。

## 參與作品

### 電視劇
- 2002年　（富士電視台）
- 2005年　魔法戰隊魔法連者（朝日電視台） - 飾演 天空勇者／光
- 2006年
- 2007年　熱血!平成教育學院
- 2008年　水戸黄門第38部 1・2話（TBS） - 飾演 早野

### Original Video
- - 飾演 天空勇者／光
- 魔法戰隊魔法連者VS刑事連者（2006年、東映） - 飾演 天空勇者／光
- 超忍者隊INAZUMA!（2006年、東映） - 飾演 桔梗屋輝之助
- 轟轟戰隊冒險者VS超級戰隊（2007年、東映） - 飾演 天空勇者／光

### 舞台
- 2004年10月　 - 飾演 武田毅
- 2006年9月　TOKYO MEETS PROJECT　第2回公演『NiCE!』 - 飾演 Susumu
- 2007年3月　30‐DELUX The Sixth Live『BLUE』

### 廣告
- 2003年 三菱電機
- 2005年 豐田汽車公司　WebCM
- 2006年 豐田汽車公司　WebCM
- 2007年 - 2008年 講談社　電視雜誌

### 電台節目
- 2006年 （日本電台）
- 2007年 （日本電台）

## 外部連結
- （日語） Pocket web site 市川洋介官方網站
- （日語） 市川洋介官方日誌

| 前任： 新山千春 （特搜戰隊刑事連者） | 日本超級戰隊系列金色戰士演員 魔法戰隊魔法連者 2005年2月13日-2006年2月12日 | 繼任： 堀秀行 （轟轟戰隊冒險者） |